# P.C. Hawkeye Goes Fishing
P.C. Hawkeye Goes Fishing è un cortometraggio muto del 1912 diretto e interpretato da Hay Plumb.
Si conoscono pochi dati del film che, prodotto dalla Hepworth, fu distrutto nel 1924 dallo stesso produttore, Cecil M. Hepworth. Fallito, in gravissime difficoltà finanziarie, il produttore pensò in questo modo di per poter almeno recuperare il nitrato d'argento della pellicola.

## Trama
Andando a pescare, Occhiodifalco si mette nei guai, coinvolto in una regata sul fiume.

## Produzione
Il film fu prodotto dalla Hepworth.

## Distribuzione
Distribuito dalla Hepworth, il film - un cortometraggio di 145 metri - uscì nelle sale cinematografiche britanniche nel settembre 1912.